# Einar Björk (konstnär)
Einar Björk, född 1942 i Norra Sandsjö, Småland, är en svensk konstnär.
Björk är som konstnär autodidakt och bedrev självstudier under resor till Italien och Spanien. Separat har han ställt ut i Stockholm, Nässjö, Vetlanda och Gislaved. Hans konst består av landskap, interiörer och till en stor del av marina motiv.